# Romuald Holenia

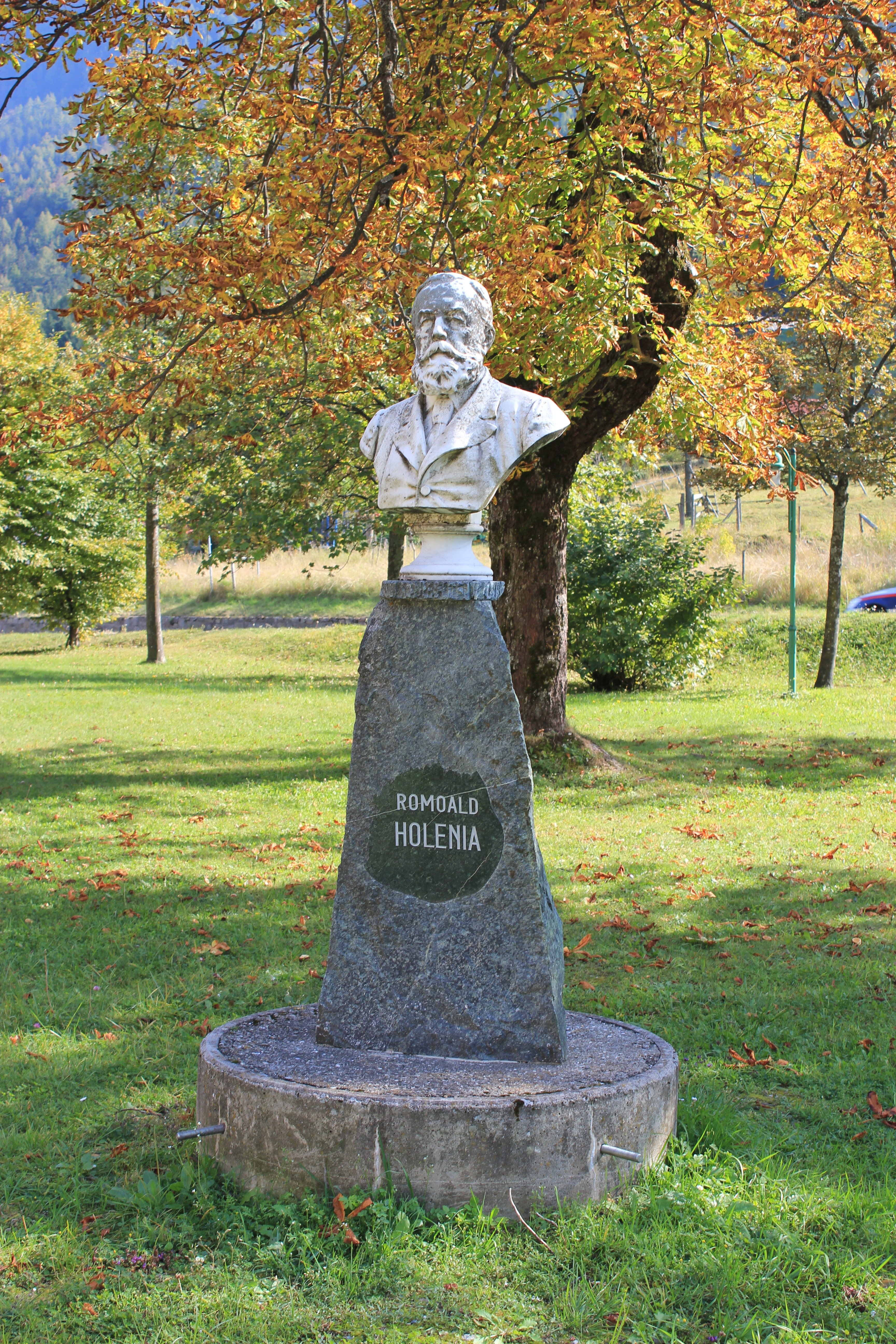
Denkmal für Romuald Holenia in Bad Bleiberg von Jakob Wald

Romuald Udalrich Franz Josef Holenia (* 9. Dezember 1817 in Bleiberg; † 7. Dezember 1893 in Klagenfurt) war ein österreichischer Montanist. Er war Mitbegründer und erster Präsident der Bleiberger Bergwerks Union.

## Leben
Holenia entstammte einer alten Bleiberger Gewerkenfamilie und übernahm 1847 die Führung ihrer Betriebe zum Abbau von Blei und Zink rund um den Dobratsch. In den 1850er-Jahren amtierte er auch als Bürgermeister von Bleiberg. Bei der Einrichtung des Villacher Bergreviers 1857 wurde er zu seinem ersten Obmann gewählt und war einer der Hauptgewerken. Er ergriff gemeinsam mit Paul Mühlbacher die Initiative zum Zusammenschluss der einzelnen Bleiberger Gewerken zur 1868 errichteten Bleiberger Bergwerks-Union, deren provisorische und ab 1870 definitive Leitung er innehatte; er war auch größter Anteilseigner. Während seiner Tätigkeit für die Bleiberger Bergwerks Union kam es zu wesentlichen Produktionssteigerungen, die auf umfangreiche technische Verbesserungen zurückzuführen waren. So ließ er etwa über 12 Kilometer Grubenbahnen errichten und sorgte für die Elektrifizierung des Betriebes. 1890 trat er in den Ruhestand.
Holenia war ab 1853 mit Josefine Wieltschnig verheiratet, der Erbin von Schloss und Gut Wasserleonburg. Er war der Großvater des Schriftstellers Alexander Lernet-Holenia, der 1897 als Sohn von Romualds Tochter Sidonie Lernet, verwitwete Boyneburg-Stettfeld geboren wurde.